# Willem-Hendrikspolder

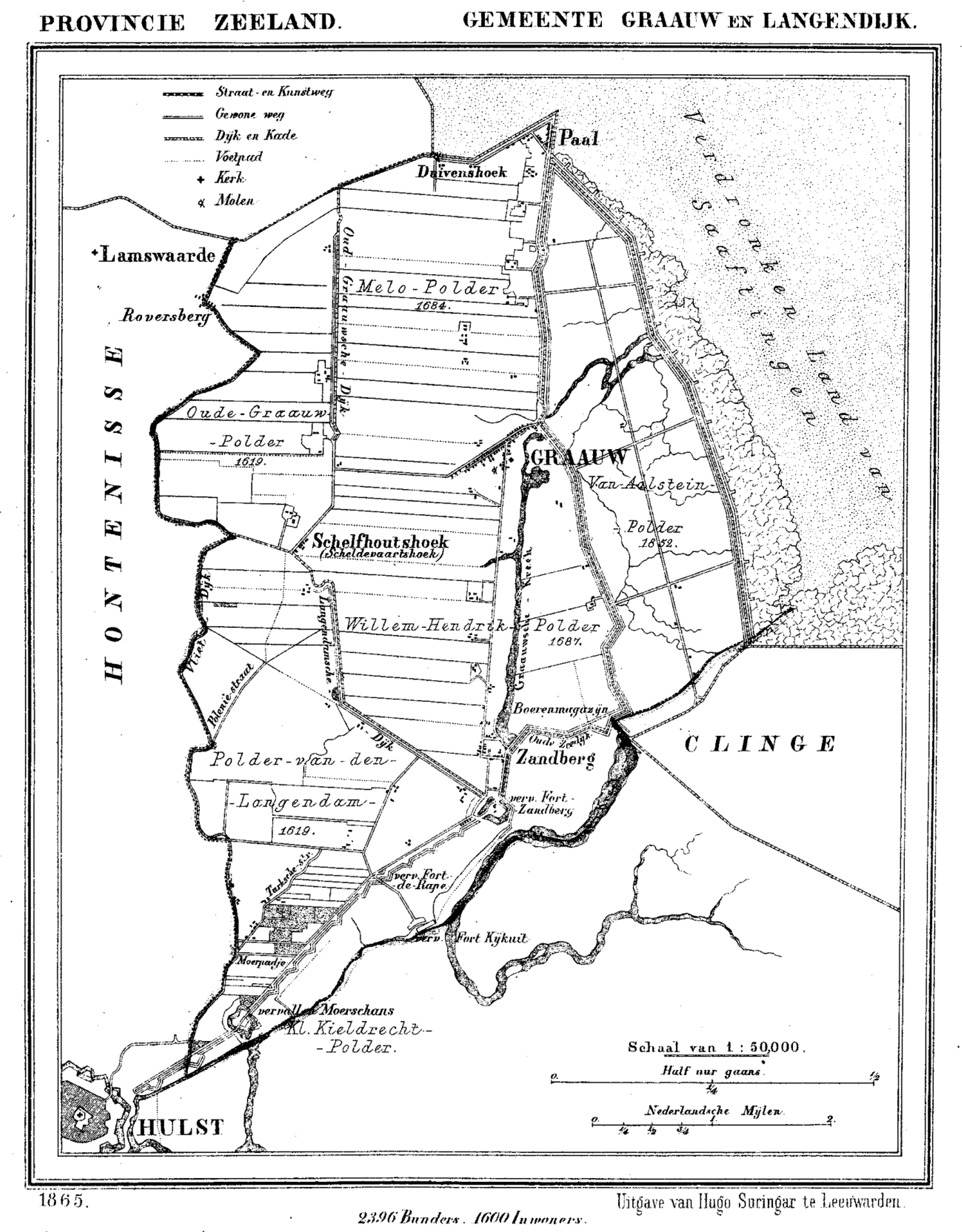
De Willem-Hendrikspolder in 1865.

De Willem-Hendrikspolder is een polder ten zuiden van Graauw, behorend tot de Graauwsche Polders.
De polder omvat het zuidelijk deel van de in 1682 overstroomde Nieuwe Grauwepolder. Bovendien werd 130 ha ten oosten van de Graauwse Kreek, die de grens was van de Nieuwe Grauwepolder, eveneens bij deze polder getrokken. Aldus ontstond in 1687 een polder van 526 ha. Aan de noordzijde van deze polder ontwikkelde zich het huidige Graauw, nadat het oude Graauw bij de inundatie van 1585 verloren was gegaan. Ook de buurtschap Zandberg bevindt zich in deze polder.
Burghpolder · Clinge- en Kieldrechtpolders · Clingepolder · Dullaertpolder · Eekenissepolder · Graauwsche Polders · Havenpolder · Hertogin Hedwigepolder · Hoof- en Molenpolder · Hooglandpolder · Kieldrechtpolders · Kievitpolder · Kleine Molenpolder · Koningin Emmapolder · Langendampolder · Louisapolder · Mariapolder (Hulst) · Melopolder · Mispadpolder · Molenpolder (Hulst) · Nijspolder · Noordhofpolder · Oude Graauwpolder · Oudelandpolder · Polders tussen Lamswaarde en Hulst · Polders van Hontenisse en Ossenisse · Saaftingepolders · Saeftingepolder · Ser-Pauluspolder · Stoofpolder · Van Alsteinpolder · Vitshoek · Willem-Hendrikspolder · Zandpolder · Zoutepolder